# Georg Scherer (Philologe)

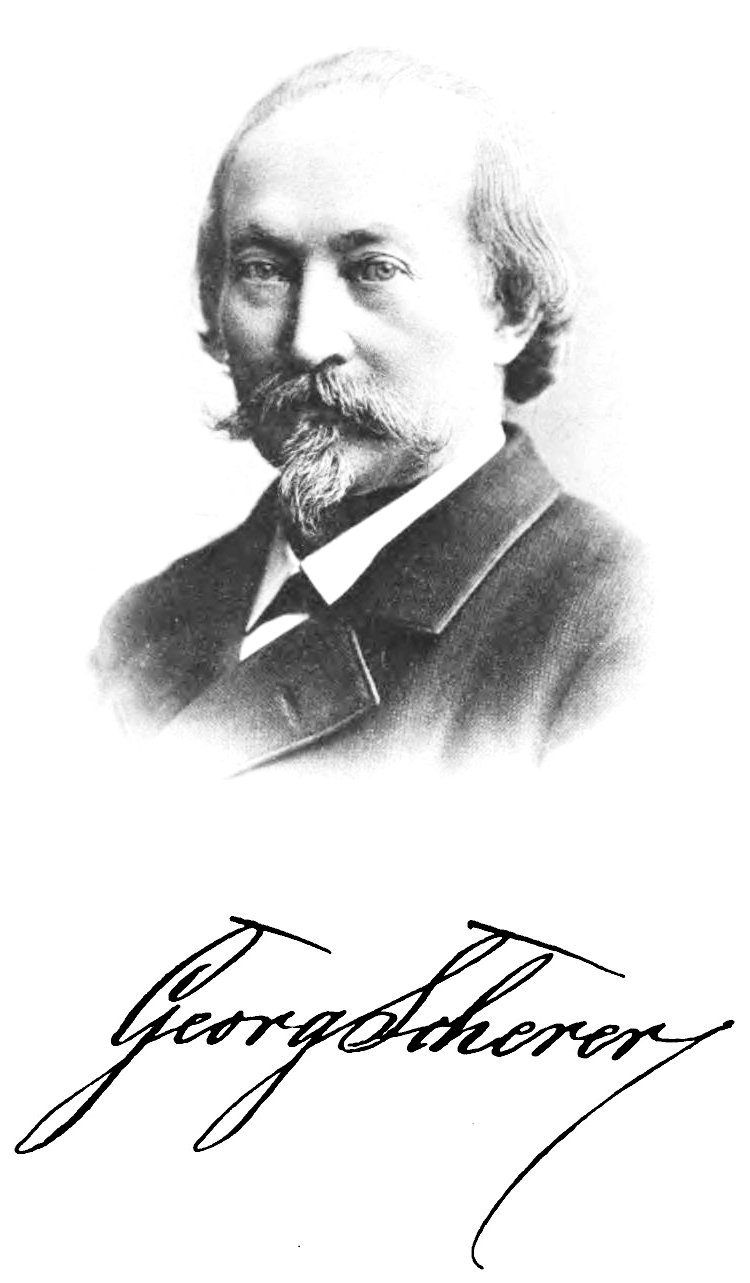
Georg Scherer

Georg Scherer (* 16. März 1824 (Scherer selbst gab sein Geburtsjahr mit 1828 an) in Dennenlohe, heute Unterschwaningen, Landkreis Ansbach; † 20. September 1909 in Eglfing, Oberbayern) war ein deutscher Schriftsteller und Herausgeber von Volksliedern, Fabeln, Sprüchen und Rätseln.

## Leben und Werk
Georg Scherer studierte in München Philosophie und Philologie. Er promovierte 1857 in Tübingen zum Dr. phil. und habilitierte sich 1864 in Literatur- und Kunstgeschichte am Polytechnikum Stuttgart. 1875 wurde er an der dortigen Königlichen Kunstschule Professor und Bibliothekar. Er war ein zu seinen Lebzeiten hochgeschätzter Lyriker und Sammler. Seine hauptsächliche Bedeutung liegt in der Volksliedforschung und der Herausgabe wichtiger Sammlungen und illustrierter Kinderbücher. Für den bayerischen Kronprinz Ludwig gab er 1849 unter Mitwirkung von Künstlern wie Moritz von Schwind, Ludwig Richter, Wilhelm von Kaulbach und Franz von Pocci die Sammlung Alte und neue Kinderlieder heraus. Mit Eduard Mörike und Theodor Storm pflegte er Briefwechsel. Seit 1881 lebte er als freier Schriftsteller in München. Im Alter verfiel er einer Demenzerkrankung und starb 1909 in der Irrenanstalt Eglfing bei München.

## Werke
- Alte und neue Kinderlieder, Fabeln, Sprüche und Räthsel. Leipzig 1849 (Digitalisat). Reprint: Harenberg, Dortmund 1978, ISBN 3-921846-65-X.
- Deutsche Volkslieder. Leipzig 1851 (Digitalisat; Digitalisat).
- Deutscher Dichterwald. Lyrische Anthologie. Illustriert von Kaspar Kögler. Hallberger, Stuttgart 1853 (Digitalisat). Reprint: Melchior, Wolfenbüttel 2007, ISBN 978-3-939791-16-4.
- Die schönsten deutschen Volkslieder mit ihren eigenthümlichen Singweisen. Scherer, Stuttgart 1863 (Digitalisat); Zweite, reichvermehrte Auflage, Dürr, Leipzig 1868.
- Illustriertes deutsches Kinderbuch. 2. Bände. Leipzig 1863.
- (mit Franz Lipperheide:) Die Wacht am Rhein, das deutsche Volks- und Soldatenlied des Jahres 1870: mit Portraits, Facsimiles, Musikbeilage, Uebersetzungen etc. Lipperheide, Berlin 1871 (Digitalisat).
- Jungbrunnen. Die schönsten deutschen Volkslieder. Hertz, Berlin 1875 (archive.org).
- Die schönsten deutschen Volkslieder mit Bildern und Singweisen. Illustriert von Ferdinand Rothbart. Leipzig 1875. Reprint: Harenberg, Dortmund 1978, ISBN 3-921846-47-1.
- Volksleben in Liedern. 4 Bände:
  1. Aus der Jugendzeit. Leipzig 1875 (Digitalisat bei Wikimedia Commons, PDF, 92 MB).
  2. Deutsche Art und Sitte. Leipzig 1876.
  3. Aus dem Volksleben. Leipzig 1877 (Digitalisat bei Wikimedia Commons, PDF, 82 MB).
  4. Aus der Dichtung und Sage. Leipzig 1878.
- Gedichte. Illustriert von Paul Thumann. Leipzig 1880 (Digitalisat der 4. vermehrten Auflage 1894 – Internet Archive).
- Das Lied vom Magdalener Wein. Bozen 1888.
- Rätselbuch für Jung und Alt. München 1900 (Digitalisat der 8. Auflage 1910).